# Gaffelgränd

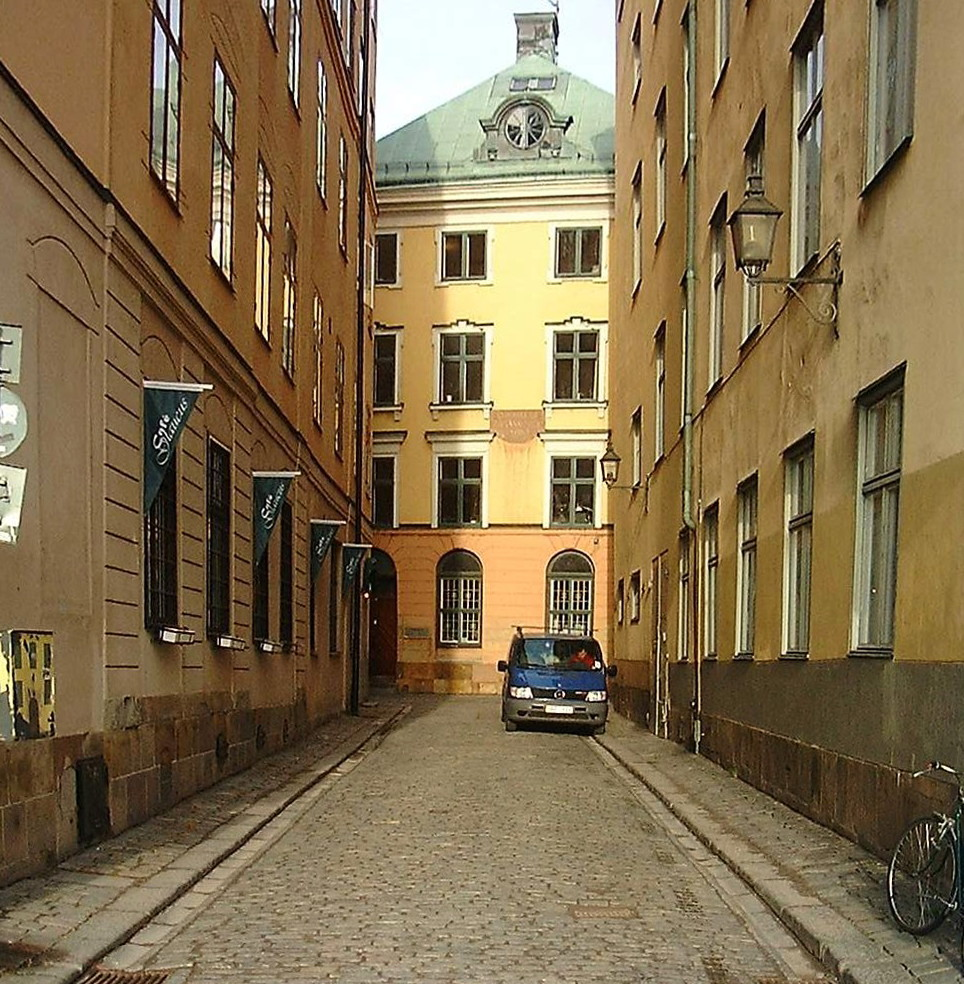
Gaffelgränd mot väster. I bakgrunden syns kvarteret Callisto med Stockholms sjömanshus, Gaffelgränd 1.

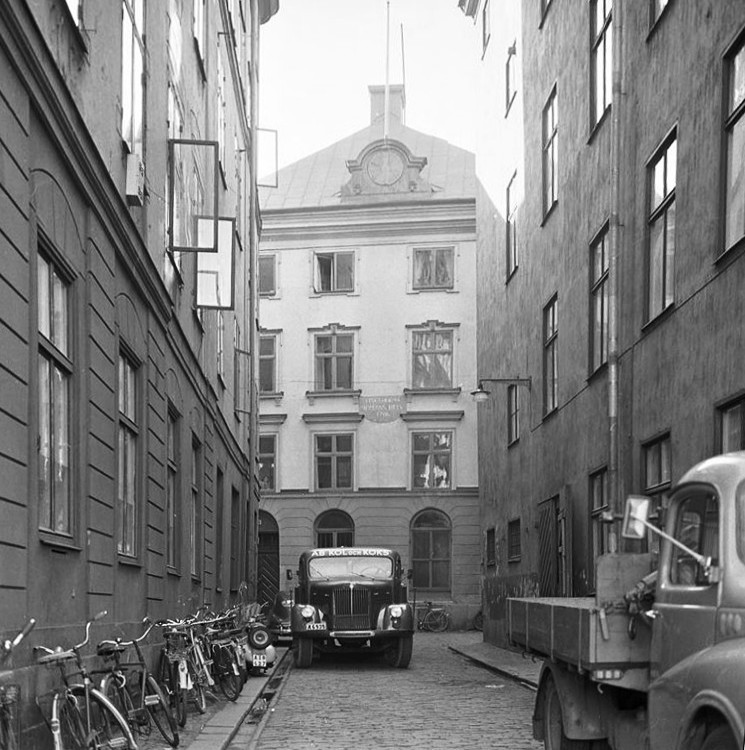
Gaffelgränd mot väster 1957.

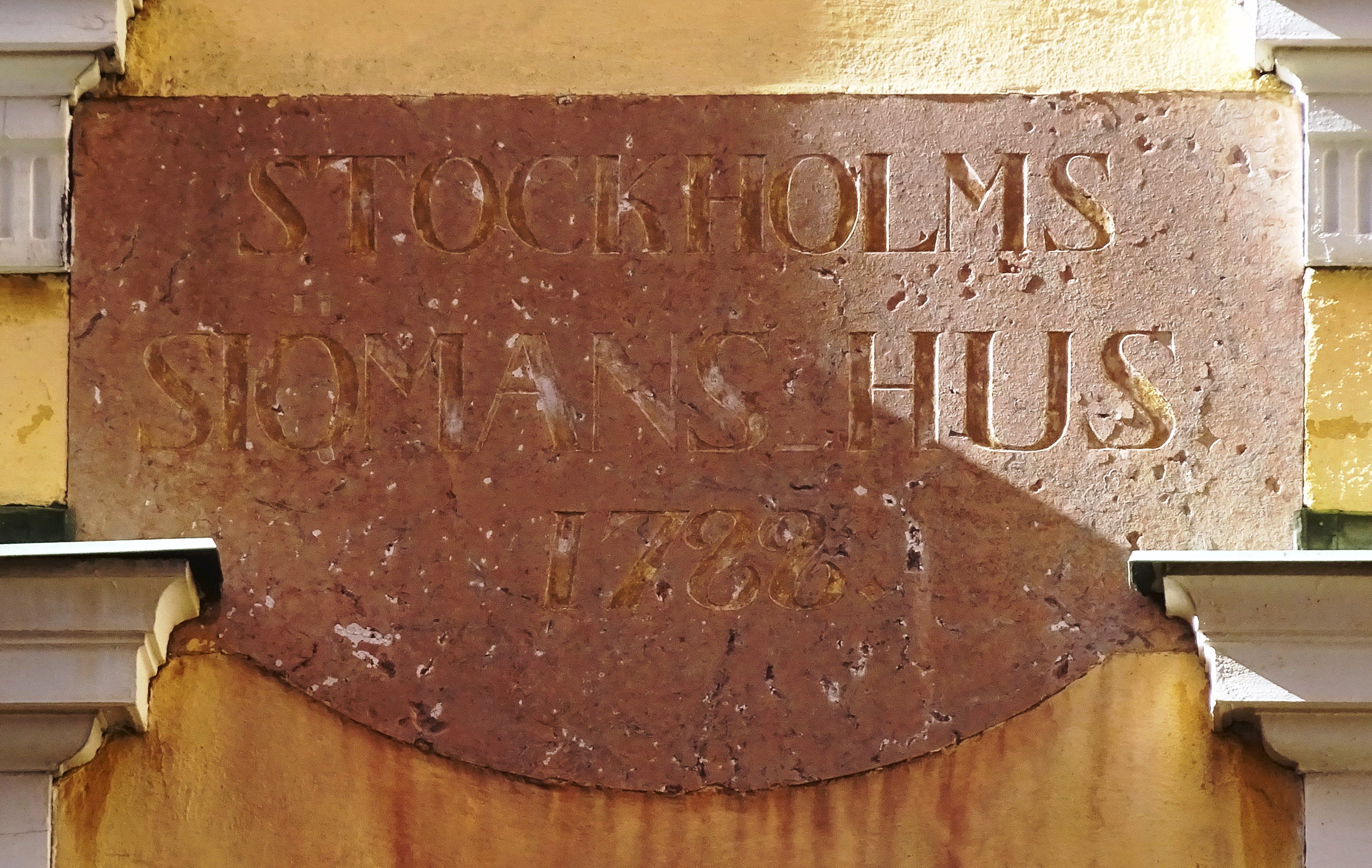
Minnestavla på Stockholms sjömanshus.

Gaffelgränd är en gränd i Gamla stan i Stockholm. Gränden tillkom på 1630-talet, efter det att Skeppsbron började utbyggas. 

## Historia
Gaffelgränd anlades i samband med att Skeppsbrons bebyggelse började uppföras efter 1630-talet. Tidigare fanns här två mindre parallella gränder, Pelikansgränd och Lilla Hoparegränd, som slutade vid östra stadsmuren. Dessa förlängdes inte ner mot Skeppsbron utan man sammanförde dem till Gaffelgränd öster om kvarteret Callisto.
Namnets bakgrund är oklar. Både Gaffelgränden och gafwel gränden förekommer på kartor från 1720-talet. Gatunamnet kan härröra från gränden vid gaveln. Med gaveln avses då de nya byggnaderna vid Skeppsbron som restes med höga gavlar på båda sidor om gränden. En annan förklaring till namnet kan vara att gränden delar sig likt en äldre typ av gaffel med två spetsar i Lilla Hoparegränd respektive Pelikansgränd och att Gaffelgränd är skaftet. 
Grändens södra sida utgörs av Brandenburgska huset som ligger i kvarteret Glaucus och vid grändens norra sida märks Schönska huset i kvarteret Luna. Vid Gaffelgränd 1 uppfördes 1748 Stockholms sjömanshus, som var Sveriges första. På fasaden mot Gaffelgränd finns en minnestavla med inskriptionen STOCKHOLMS SIÖMANSHUS 1788.

## Bellman
I två av Fredmans epistlar skildrar Carl Michael Bellman livet på krogen Terra Nova som fanns i hörnet Gaffelgränd / Lilla Hoparegränd i samma byggnad som Stockholms sjömanshus. Epistlarna nr. 5  Til the trogne Bröder på Terra Nova i Gaffelgränden och nr. 18, Til Gubbarna på Terra Nova i Gaffelgränden vid Skeppsbron.
Fredmans epistel n:o 5.
| ” | Käre bröder, så låtom oss supa i frid, I denna här världenes ondsko och strid: Lät oss streta, Arbeta, Stampa, Trampa, Drufvorna prässa, ty än är det tid. The Ölepheser ä stridbare män, The Gutårinter hofvera, ja men, Blifva besatta Och skratta Och supa Och stupa Emellan Buteljerna sen. | „ |